# 松原后
松原后（1996年8月30日—），日本足球運動員，司職後衛，現效力日乙球隊磐田喜悅。

## 俱樂部生涯
松原后1996年出生，松原后的父亲是前清水心跳球员松原真也，他的叔叔松原良香则是磐田喜悦名宿，曾经代表日本U23足球代表队出战。2015年，松原后从浜松开诚馆高校毕业加盟清水心跳，同期的还有水谷拓磨，宫本航汰，北川航也等人。2016年9月18日，松原后在与水户蜀葵的比赛中攻入日职联赛首粒进球，效力清水心跳4年间，松原后累计出战133场攻入5球。
2020年1月20日，清水心跳官方宣布主力左后卫松原后加盟比甲球队圣图尔登，双方已经就转会细节达成一致，只待体检完成签订正式合同。
2020年2月14日，从清水心跳加盟比甲圣图尔登的松原后已参加合练。松原后上个月加盟比甲圣图尔登，然而还没有出场，据报道在当地时间12日完成了球员注册，已经可以参加正式比赛。
2022年7月23日，磐田喜悦官宣从圣图尔登离队的后卫松原后转会加盟球队，加盟磐田后将身披4号球衣。

## 外部連結
- 日本職業足球聯賽中的松原后 （日語）
- Profile at Shimizu S-Pulse （页面存档备份，存于）